# Josko Topić
Josko Topić (8 december 1983) is een Kroatische tennisspeler.

## Carrière
Josko Topić speelt voornamelijk op de ATP Challenger Tour en de ITF Future Tour. Hij behaalde tot nu toe één individuele zege en een zege op het dubbelspel op de Future Tour. 
Zijn solodebuut op de ATP World Tour was in juli 2013 bij de ATP Vegeta Croatia Open, waar hij zich gekwalificeerd had voor het hoofdtoernooi, maar hij werd in de eerste ronde in twee sets door Carlos Berlocq uitgeschakeld. In het dubbelspel speelde hij voor het eerst in juli 2008 met Ivo Karlović bij ATP Studena Croatia Open op World Tour-niveau, maar ook daar verloor hij reeds in de aanvangsronde tegen Ivan Cerović en Ivan Dodig. 

## Bron
- Dit artikel of een eerdere versie ervan is een (gedeeltelijke) vertaling van het artikel Josko Topić op de Duitstalige Wikipedia, dat onder de licentie Creative Commons Naamsvermelding/Gelijk delen valt. Zie de bewerkingsgeschiedenis aldaar.